# Halberstädter Flugzeugwerke

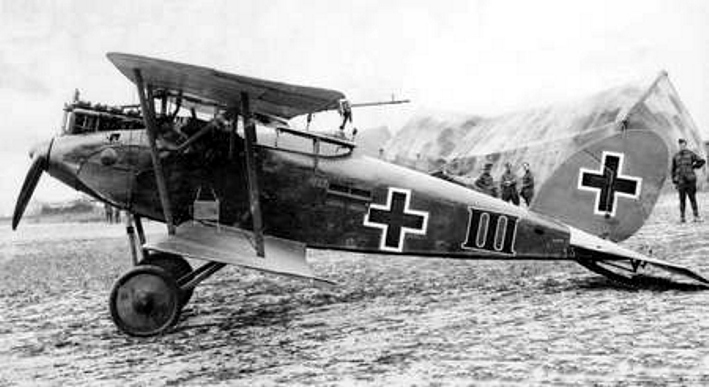
Un Halberstadt CL.II capturé par les Français, en 1918

Halberstädter Flugzeugwerke (« Usines d'aviation d'Halberstadt ») était un constructeur aéronautique allemand de la Première Guerre mondiale. L'usine est fondée en 1912 à Halberstadt alors en Saxe prussienne et est la première usine continentale de la société britannique Bristol Aeroplane Company. Rebaptisée Halberstädter Flugzeugwerke au début de la guerre en 1914 , elle fournit alors en avions la Luftstreitkräfte, l'armée de l'air impériale allemande naissante. La société est dissoute après la Première Guerre mondiale. Ses avions les plus notables sont : 
- Halberstadt C.V
- Halberstadt CL.II
- Halberstadt CL.IV
- Halberstadt D.I
- Halberstadt D.II